# ブレンドマスター
株式会社ブレンドマスターは造形作業を専門とする会社である。所在地は東京都多摩市桜ヶ丘4-31-3。

## 社員
- 蟻川昌宏
- 浅野桂

## 参加した作品
テレビドラマ
- 仮面ライダーシリーズ
  - 2009年『仮面ライダーディケイド』
  - 2009年『仮面ライダーG』
  - 2009年-2010年『仮面ライダーW』
  - 2010年-2011年『仮面ライダーオーズ/OOO』
  - 2011年-2012年『仮面ライダーフォーゼ』
  - 2012年-2013年『仮面ライダーウィザード』
  - 2013年-2014年『仮面ライダー鎧武/ガイム』
  - 2014年-2015年『仮面ライダードライブ』
  - 2015年-2016年『仮面ライダーゴースト』
  - 2016年-2017年『仮面ライダーエグゼイド』
  - 2017年-2018年『仮面ライダービルド』
  - 2018年-2019年『仮面ライダージオウ』
  - 2019年-2020年『仮面ライダーゼロワン』

映画
- 仮面ライダーシリーズ
  - 2008年『劇場版 さらば仮面ライダー電王 ファイナル・カウントダウン』
  - 2009年『劇場版 超・仮面ライダー電王&ディケイド NEOジェネレーションズ 鬼ヶ島の戦艦』
  - 2009年『劇場版 仮面ライダーディケイド オールライダー対大ショッカー』
  - 2009年『仮面ライダー×仮面ライダー W&ディケイド MOVIE大戦2010』
  - 2010年『仮面ライダー×仮面ライダー×仮面ライダー THE MOVIE 超・電王トリロジー』
  - 2010年『仮面ライダーW FOREVER AtoZ/運命のガイアメモリ』
  - 2010年『仮面ライダー×仮面ライダー オーズ&ダブル feat.スカル MOVIE大戦CORE』
  - 2011年『劇場版 仮面ライダーオーズ WONDERFUL 将軍と21のコアメダル』
  - 2011年『仮面ライダー×仮面ライダー フォーゼ&オーズ MOVIE大戦MEGA MAX』
- 2009年『ヤッターマン』
- 2011年『GANTZ』
  - 2011年『GANTZ PERFECT ANSWER』
- 2013年『ガッチャマン』
- 2014年『キカイダー REBOOT』
- 2017年『破裏拳ポリマー』